# Vogue (cântec)
„Vogue” este un cântec înregistrat de Madonna în 1989 pentru coloana sonoră a filmului Dick Tracy, intitulată I'm Breathless. Acesta trebuia original să fie fața B a melodiei „Keep It Together” înainte să devină unul din cele mai mari hit-uri ale cântăreței, dar și al muzicii pop în general, odată cu lansarea sa din 1990. A ocupat prima poziție în peste 30 țări de pe toate continentele, inclusiv în Australia, Canada, Japonia, Regatul Unit și Statele Unite. A fost certificat cu dublu disc de platină în ultima țară, și cu un disc de aur în penultima. În total a fost comercializat în peste șase milioane de exemplare în toată lumea, fiind al doilea cel mai bine vândut disc single al Madonnei, după „Hung Up”. Hit-ul a fost inclus pe compilațiile The Immaculate Collection (1990) și Celebration (2009).
Deși nu Madonna a inventat mișcările de dans specifice, termenul este cel mai des asociat cu ea, nu cu comunitatea gay, de unde sunt originare.
Versurile sunt un tribut adus anilor de aur ai Hollywood-ului, precum și unui dans specific comunității gay, „voguing”. Videoclipul însoțitor s-a bucurat de aprecieri critice, primind nouă nominalizări la MTV Video Music Awards din 1990, inclusiv „Videoclipul anului”, câștigând trei premii pentru excelență tehnică.

## Compunerea și inspirația
Madonna a fost criticată pentru introducerea dansului „vogue” în mainstream, cu toate că acest lucru i-a adus și mai multă atenție din partea comunității gay.
Inițial, cântecul a fost compus pentru a fi fața B ultimului disc single de pe albumul Like a Prayer, „Keep It Together”. Inspirată de perioada de aur a Hollywood-ului, Madonna a compus piesa alături de Shep Pettibone, lansând-o ca single separat în martie 1990, executivii de la Warner Bros. considerând că este prea bună pentru a fi „irosită” ca față B.
„L-am scris când filmam pentru Dick Tracy. După ce am terminat, Warren Beatty m-a întrebat dacă aș putea să scriu un cântec care i s-ar potrivi punctului de vedere al personajului meu. Ea era obsedată de filmele „vorbite” și vedetele acestora și lucruri de genul. Ideea pentru versuri au venit prin acea cerere. Apoi, am trecut pe la clubul Sound Factory unde i-am văzut pe acești dansatori, care încercau acest nou stil de dans, numit „vogueing”. Iar Shep Pettibone, care a co-produs „Vogue” cu mine, era DJ acolo. Așa l-am creat.”—Madonna.
Deși cântecul a fost realizat la cererea lui Beatty pentru a fi inclus pe coloana sonoră a filmului Dick Tracy, „Vogue” este un cântec dance/house, diferind mult de celelalte înregistrări de pe I'm Breathless, toate fiind pop cu influențe de jazz și swing.

## Structura
Cântecul este scris într-o tonalitate minoră.. Linia melodică are influențe de muzică electronică, disco și muzică dance, stiluri ce aveau să fie explorate de Madonna mai târziu în cariera sa, notabil pe albumele Ray of Light și Confessions on a Dance Floor, rămânând totuși la bază un cântec pop-rock. Piesa are un ritm dansabil, vocea muzicienei fiind dinamică. În cântec se folosește doar câte un acord pe spații mari, acesta fiind utilizat pe tot parcursul acestuia. Se remarcă utilizarea proeminentă a sintetizatorului și a percuției, fiind folosit subtil și un pian acustic.

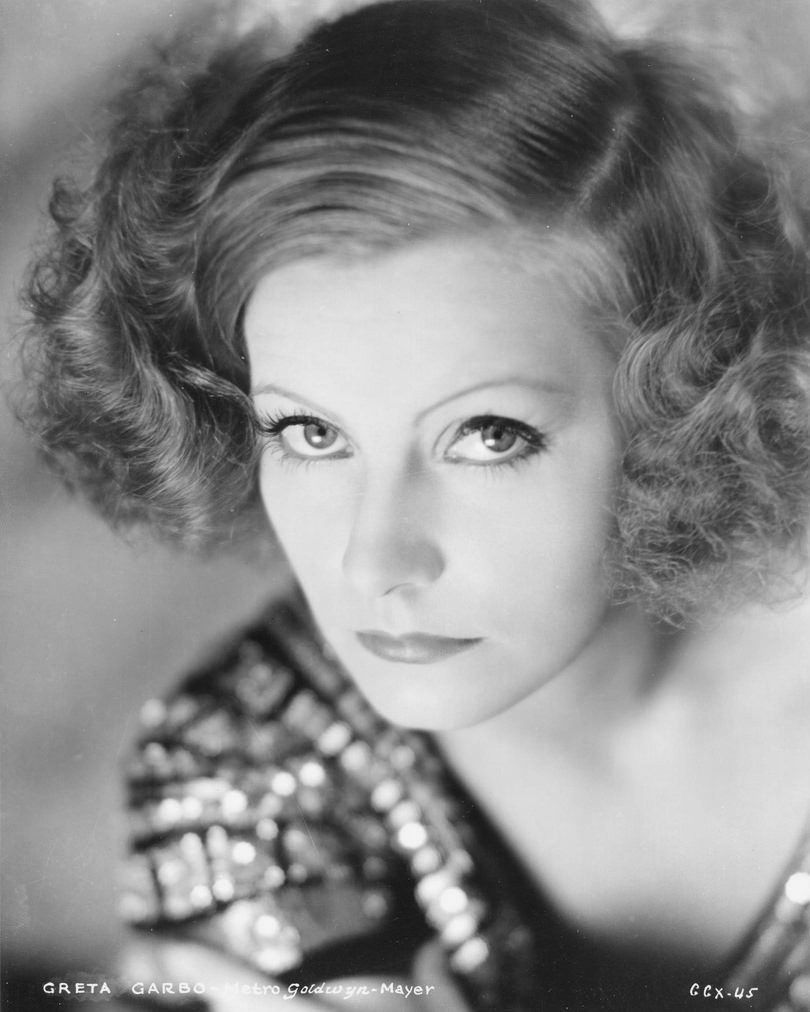
Greta Garbo, prima din șirul de celebrități omagiate de Madonna în cântec.

Versurile sunt un tribut adus dansului ce i-a dat titlul cântecului, dar și al perioadei de aur a Hollywood-ului, solista rostind numele a mai multor vedete din anii respectivi. Acestea sunt, în ordine: Greta Garbo, Marilyn Monroe, Marlene Dietrich, Joe DiMaggio, Marlon Brando, James Dean, Grace Kelly, Jean Harlow, Gene  Kelly, Fred Astaire, Ginger Rogers, Rita Hayworth, Lauren Bacall, Katharine Hepburn, Lana Turner și Bette Davis. Madonna a explicat versul „Rita Hayworth/Gave good face” ca fiind o referire la faptul că actrița arăta mereu bine.
Versul „Beauty's where you find it” (rom. - „Frumusețea e unde o găsești”), insinuează că nu există un standard pentru frumusețe. Acesta reflectă ideea că femeile nu ar trebui să se simtă constrânse sau forțate să se conformeze standardelor tradiționale de frumusețe impuse de bărbați, ci să fie ele însele. În partea de rap menționează numele Gretei Garbo, Marlenei Dietrich și a lui Bette Davis, cunoscute pentru faptul că nu se supuneau standardelor, ilustrând astfel ideea că idealurile de frumusețe se schimbă și că „stil ... grație ... atitudine” sunt lucrurile ce fac o femeie frumoasă. Această nouă imagine de femeie dominantă promovată de Madonna, corespundea cu moda tot mai frecventă a femeii dominante din Statele Unite.

## Recenzii
Deși coloana sonoră a fost primită cu recenzii mixte, „Vogue” a fost considerat de toți criticii ca fiind piesa care iese în evidență. Stephen Thomas Erlewine de la allmusic a lăudat piesa, spunând că are "un ritm acut de muzică house și o melodie memorabilă instant". Michael R. Smith, recenzor al site-ului Daily Vault consideră piesa ca fiind o compoziție superioară multor altora din catalogul Madonnei. Nick Dedina, de la rhapsody.com a oferit o recenzie pozitivă cântecului, numindu-l de asemenea, ca fiind cel mai bun de pe disc.
Tony Power de la Blender Magazine a numit de asemenea „Vogue” ca fiind piesa care iese în evidență, spunând ca este singura care „salvează” coloana sonoră. Jim Farber de la Entertainment Weekly a fost de acord, scriind că "Vogue" este singurul moment bun al albumului. Editorul de la Slant Magazine a considerat inițial că „«Vogue» părea nelalocul lui pe album”, dar că, „prin tributul adus Epocii de Aur a Hollywood-ului, reprezintă totuși un final mai mult decât potrivit”.
Deși Robert Christgau a ignorat compoziția în recenzia pentru I'm Breathless, a numit-o "expresivă" în recenzia pentru compilația The Immaculate Collection. Mark Coleman, recenzor al revistei americane Rolling Stone a fost mai puțin impresionat de piesă, spunând că era "inițial lipsit de strălucire, dar, fiind ultimul cântec de pe un album ambițios, dar inconsistent, brusc capătă rezonanță."
Nick Butler de la Sputnikmusic, în recenzia pentru The Immaculate Collection, i-a oferit nota 4.5 din 5, cel mai bine cotat cântec de pe album, la egalitate cu "Like a Prayer", după "Justify My Love".

## Videoclipul

Videoclipul a fost un omagiu adus nu numai starurilor din perioada anilor '30, '40 și '50, ci și fotografiilor realizate de Horst P. Horst pentru revista Vogue.

Videoclipul începe cu o cortină din pene ce acoperă ecranul, la ridicarea căreia sunt dezvăluiți câțiva dansatori pozând, pe fundal putând fi observate tablouri de Tamara de Lempicka și statui grecești. Madonna apare mișcându-se ușor, cu spatele la cameră, dansatorii defilând acum precum într-o prezentare de modă, alții stând relaxați pe scaune. În timpul primei strofe, cântăreața poartă o bluză transparentă de dantelă, cadrele fiind întrepătrunse cu momente când aceasta este prezentată plutind cu spatele deasupra unei podele acoperite de satin. La prima interpretare a refrenului, muziciana, purtând un costum bărbătesc, începe sa execute coregrafia, trei bărbați alăturându-i-se în spate, dansul fiind realizat doar cu ajutorul mâinilor, stând pe loc. În a doua strofă, cântăreața se plimbă în fața unei ferestre uriașe, purtând o rochie lungă, neagră, moment asemănător cu fotografii sau roluri ce amintesc de Marlene Dietrich, Katherine Hepburn și Jean Harlow. În cea de-a doua interpretare a refrenului, trei dansatori execută coregrafia specifică videoclipului, numită generic „vogue”, însă, spre deosebire de primul refren, nu stau pe loc, ci se mișcă în diferite colțuri ale cadrului. Partea dintre acest refren și următorul o surprinde pe cântăreață imitând-o pe Jean Harlow și o fotografie a lui Horst. P. Horst. Cel de-al treilea refren o înfățișează pe cântăreață dansând doar cu un singur bărbat. În partea rap, cântăreața le imită, printre altele, pe Bette Davis și Marlene Dietrich, urmând ca în partea instrumentală și în ultimul refren să realizeze coregrafia cu toți dansatorii și cele două cântărețe de fundal, solista purtând acum deschisă bluza costumului, fiind vizibil sutienul. Scenele sunt întrepătrunse de câteva secvențe în care Madonna imita fotografia "Mainbocher Corset" a lui Horst P Horst. Videoclipul se încheie cu tragerea cortinei de pene peste dansatori și cântăreață.
Cântecul și videoclipul, la fel ca "Express Yourself", au avut mesaje feministe, Madonna purtând un costum de afaceri pentru bărbați. Solista pare să aibă bărbații sub supravegherea ei, controlând dansatorii când să stea pe loc și când să danseze; în câteva secvențe, îi determină pe aceștia să danseze doar printr-o simplă privire autoritară sau prin ghionturi mici. Aproape tot videoclipul este inspirat de momente celebre din perioada cuprinsă între 1920 și aproximativ 1960. Încercând să redea stilul glamour al acelor ani, Madonna s-a folosit de fotografiile unor artiști renumiți ai acelei perioade, precum fotograful pentru revista Vogue, Horst P. Horst ("Mainbocher Corset" din 1939, "Lisa with Turban" din 1940, și "Carmen Face Massage" din 1946), George Hurrell, Eugene Robert Richee, Don English, Whitey Schafer, Ernest Bachrach, Scotty Welbourne, Laszlo Willinger și Clarence Sinclair Bull. Printre actrițele a căror imagine, filme sau fotografii au inspirat-o pe Madonna pentru videoclip se numără: Marilyn Monroe, Veronica Lake, Greta Garbo, Carole Lombard Marlene Dietrich, Katharine Hepburn, și Jean Harlow.
Videoclipul a debutat pe postul american MTV pe 29 martie la ora 14:00, fiind urmat de alte trei difuzări în acea zi.
În cartea Sex, Art and American Culture, scriitoarea americană Camille Paglia a descris videoclipul pentru „Vogue” ca fiind apropiat de "Open Your Heart", calitativ vorbind, spunând anterior că „Open Your Heart” este unul din cele mai bune videoclipuri realizate vreodată. Q Magazine a apreciat metamorfozele prin care trece artista în videoclip, fiind "încet absorbită de trecut". Celebra publicație The New York Times a apreciat de asemenea videoclipul, în special coregrafia.
Liz Smith de la Sarasota Herald Tribune i-a oferit o recenzie pozitivă în urma vizionării, descriindu-l ca fiind "absolut fabulos", iar "Madonna n-a arătat niciodată mai atrăgătoare". Edna Gundersen s-a declarat de asemenea încântată de videoclip, spunând că "Madonna nu a semănat atât de mult ca Marilyn, de la «Material Girl» încoace”, afirmație făcută și de un jurnalist al ziarului Philadelphia Inquirer.
Videoclipul muzical alb-negru care însoțește piesa, regizat de David Fincher, a fost filmat în februarie 1990.

## Interpretări live

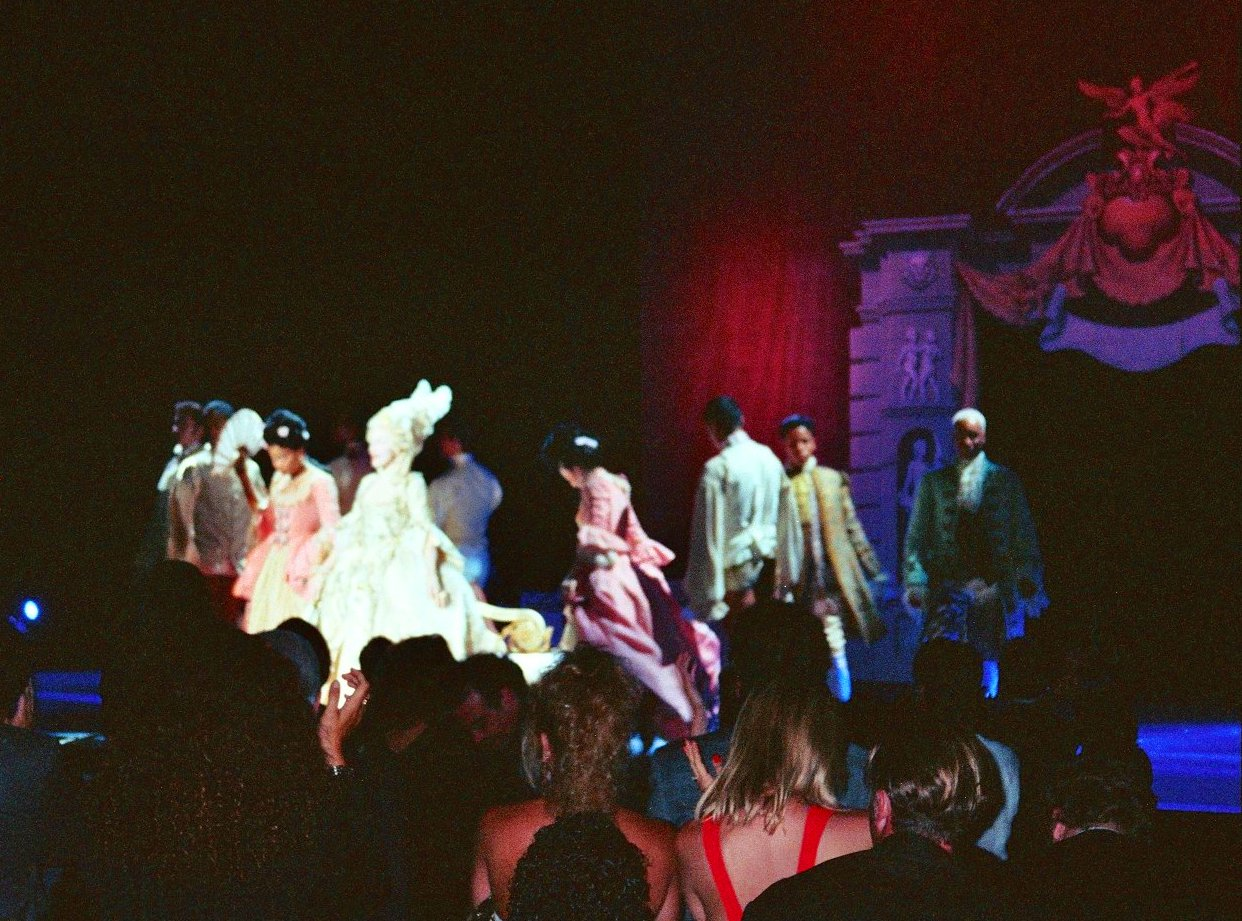
Interpretarea piesei „Vogue” de la premiile MTV din 1990 a fost apreciată pentru efectul vizual dat acesteia.

Discul single pentru „Vogue” a fost lansat cu doar câteva zile înaintea începerii turneului Blond Ambition, piesa debutând astfel în timpul acestuia. Interpretarea a început cu dansatorii executând mișcările de „voguing”. Apoi Madonna a apărut pe scenă într-un costum negru cu sutien cu conuri, realizat de Jean-Paul Gaultier, executând împreună cu dansatorii coregrafia. Momentul a fost inclus și în filmul documentar al artistei, În pat cu Madonna. O a doua interpretare a piesei a avut loc tot în 1990, de această dată la doar câteva zile după terminarea turneului Blond Ambition, în cadrul ceremoniei de decernare a premiilor MTV, din 6 septembrie. Deși coregrafia și mișcările scenice au fost păstrate, acum Madonna și dansatorii ei au fost îmbrăcați în haine inspirate din Franța secolului XXVIII, solista întruchipând-o pe Maria Antoaneta, purtând o rochie extravagantă și o perucă mare, blondă.
În următorul ei turneul, The Girlie Show Tour, cântecul a fost interpretat în prima secțiune, după „Erotica” și „Fever”. Purtând un costum negru simplu, alcătuit din cizme, pantaloni scurți și sutien, iar pe cap o extravagantă coroană hindusă, încrustată cu diamante, piesa a fost remixată, având un ritm oriental alert. La fel ca în turneul anterior, Madonna a ales să facă playback din cauza coregrafiei solicitante.

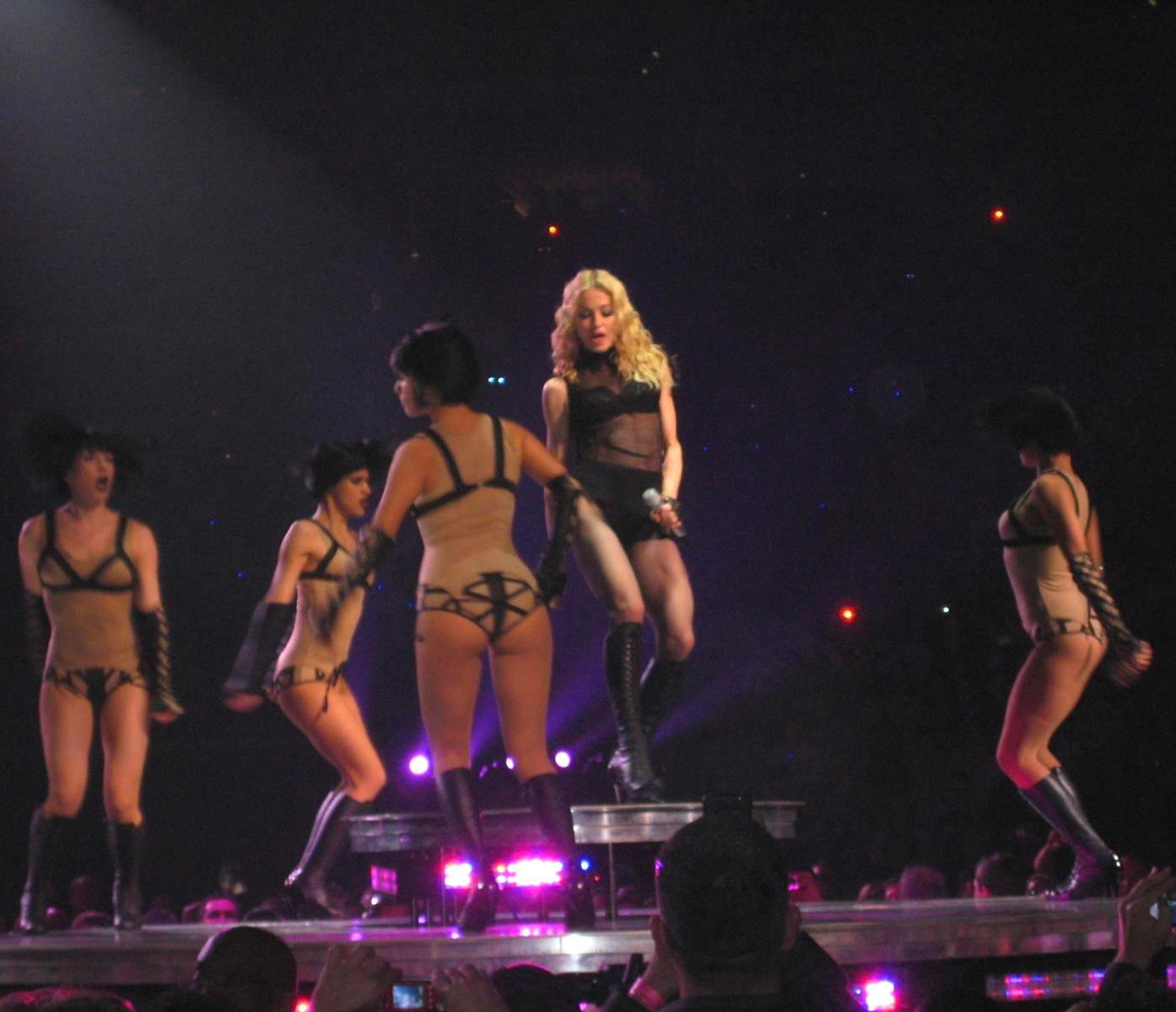
În turneul Sticky & Sweet, „Vogue” a fost cântat pentru prima dată live.

În perioade de promovare a albumului Ray of Light, Madonna a declarat că nu mai avea să cânte piesele ei vechi: „Nu mă mai văd cântând „Like a Virgin”, chiar și „Vogue” pare să fie acum un milion de ani.” S-a răzgândit totuși mai târziu, hotărându-se să cânte hitul în timpul turneului de promovare a albumului American Life, Re-Invention Tour (2004), la 11 ani după ultima interpretare a acestuia. După interludiul „The Beast Within'” ce a deschis turneul, Madonna a apărut pe scenă pe o platformă ce a ridicat-o deasupra, după care a coborât înapoi la nivelul scenei, timp în care solista a executat mișcări de yoga, stând inclusiv în cap. Costumul purtat a fost realizat de Christian Lacroix, fiind auriu în America și schimbat cu unul lila în Europa. Deși mult mai simplu, acesta, la fel ca și cel al dansatorilor, a fost din nou inspirat de perioada din timpul lui Ludovic al XVI-lea al Franței. Fundalul video a folosit imagini din ședința foto realizată cu Steven Klein, fiind realizat de Pusher Media. Acesta a creat un efect 3D ce părea să mărească scena.
Melodia a fost din nou inclusă într-un turneu, de această dată în seria de concerte Sticky & Sweet din 2008/2009. Pentru prima dată, Madonna a cântat hitul live, adaptând coregrafia pentru a-i permite acest lucru. De asemenea, tot pentru prima dată, „Vogue” a folosit elemente din alte cântece, mai precis, a fost interpretat cu linia melodică din „4 Minutes”, conținând elemente din „Give It to Me” de Timbaland și „Discothèque” de U2. Inclus din nou în prima secțiune a unui turneu, de această dată a fost folosit pentru a o încheia. Purtând un costum negru, inspirat de cele din Blond Ambition și Girlie Show, Madonna interpretează piesa la capătul scenei, înconjurată de opt dansatori, îmbrăcați în costume de culoarea pielii și bondage. După partea rap, câteva note din instrumentația originală sunt redate, reîntorcându-se apoi la versiunea nouă, în timp ce artista părăsește scena.

## Formate
| - CD 3" Japonia 1. „Vogue” (Versiunea single) 2. „Vogue” (Dub Bette Davis) - CD Japonia 1. „Vogue” (Versiunea 12") 2. „Vogue” (Dub Bette Davis) 3. „Vogue” (Dub Strike-A-Pose) 4. „Hanky Panky” (Mix 12" Bare Bottom) 5. „Hanky Panky” (Mix single Bare Bones) 6. „More” (Vers. de pe album) - Vinil 7" Germania, Marea Britanie, CD Germania 1. „Vogue” (Versiunea single) 2. „Keep It Together” (Remix single) | - Vinil 12" Germania, Marea Britanie 1. „Vogue” (Versiunea 12") 2. „Keep It Together” (Remix 12") - CD Germania 1. „Vogue” (Versiunea 12") 2. „Vogue” (Dub Strike-A-Pose) - CD S.U.A., promo Brazilia 1. „Vogue” (Versiunea single) 2. „Vogue” (Versiunea 12") 3. „Vogue” (Dub Bette Davis) 4. „Vogue” (Dub Strike-A-Pose) - Vinil 7" promo Spania 1. „Vogue” (Versiunea single) |

Sursa:

## Versiuni
- Versiunea de pe album: 4:50
- Versiunea single: 4:19
- Versiunea 12": 8:19
- Strike-A-Pose Dub 7:37
- Bette Davis Dub 7:24
- Versiunea The Immaculate Collection / Q-Sound Remix 5.17

Sursa:

## Personal
- Scris de Madonna și Shep Pettibone
- Produs de Madonna și Shep Pettibone
- Producător executiv: Craig Kostich
- Mixat de Shep Pettibone
- Editat de Tony Shimkin, Shep Pettibone
- Programator: Alan Friedman
- Asistent inginer: Goh Hotoda
- Voci de fundal: Niki Haris, Donna DeLory și Ndea Davenport
- Mulțumiri speciale: Junior Vasquez

Sursa:

## Influența asupra culturii pop
Momentul din finalul videoclipului a fost imitat de Lady GaGa în clipul pentru "Alejandro".
Videoclipul a fost parodiat într-un episod din seria TV Maniac Mansion, piesa numindu-se „Snob”. În timpul episodului dedicat Madonnei din serialul american Glee, piesa nu a fost numai interpretată de Jane Lynch, una dintre actorii principali, ci s-a filmat și un videoclip mai scurt, asemănător celui original.
Cântecul original a fost inclus pe CD-ul Top 12 Gay Music, alături de alte piese cunoscute ca fiind favorite în comunitatea LGBT ca „I Will Survive” de Gloria Gaynor și „I Am Coming Out” de Diana Ross.

### Preluări
Piesa a fost prezentă pe mai multe compilații, în special cele dedicate Madonnei, precum Getting Into The Grooves: Madonna. Formația Mad'House a realizat un remix pentru albumul lor de debut, Absolutely Mad. Formația finlandeză Waltari a înregistrat o preluare pentru albumul lor din 1992, Torcha!, și l-au lansat ca single.
În 2008, a fost inclus în filmul Diavolul se îmbracă de la Prada, într-o scenă cu Anne Hathaway realizând comisioane pentru Miranda Priestly (Meryl Streep).
Kylie Minogue a interpretat partea rap ca parte a interludiului "Burning Up" în turneele Showgirl - The Homecoming și For You, For Me.
Lanțul de magazine Marks & Spencer a recreat o scurtă secvență din videoclip pentru o reclamă tribut mai multor dansuri ce au influențat lumea, fostul model Twiggy imitând-o pe Madonna; comicul Peter Kay apare de asemenea în reclamă.

## Premii și recunoașteri
| Anul | Ceremonia                        | Premiul                                                                     | Rezultatul   |
| ---- | -------------------------------- | --------------------------------------------------------------------------- | ------------ |
| 1990 | The 1990 Pazz & Jop Critics Poll | Cântece                                                                     | Locul 4      |
| 1990 | The 1990 Pazz & Jop Critics Poll | Videoclipuri                                                                | Locul 2      |
| 1990 | MTV Video Music Awards           | Videoclipul anului                                                          | Nominalizare |
| 1990 | MTV Video Music Awards           | Cel mai bun videoclip al unei artiste                                       | Nominalizare |
| 1990 | MTV Video Music Awards           | Cel mai bun videoclip dance                                                 | Nominalizare |
| 1990 | MTV Video Music Awards           | Cea mai bunǎ regizare                                                       | Câștigat     |
| 1990 | MTV Video Music Awards           | Cea mai bună coregrafie                                                     | Nominalizare |
| 1990 | MTV Video Music Awards           | Best Art Direction                                                          | Nominalizare |
| 1990 | MTV Video Music Awards           | Cea mai bunǎ editare                                                        | Câștigat     |
| 1990 | MTV Video Music Awards           | Cea mai bunǎ producție pentru un videoclip                                  | Câștigat     |
| 1990 | MTV Video Music Awards           | Alegerea spectatorilor                                                      | Nominalizare |
| 1991 | American Music Awards            | Best Dance Single                                                           | Câștigat     |
| 1991 | Juno Awards                      | Best International Single                                                   | Câștigat     |
| 1999 | Billboard                        | Hot 100 Singles of the '90                                                  | Locul 93     |
| 2003 | Slant Magazine                   | 100 cele mai bune videoclipuri                                              | Locul 4      |
| 2006 | Slant Magazine                   | 100 cele mai bune cântece dance                                             | Locul 3      |
| 2007 | DigitalDreamDoor.com             | Cele mai grozave cântece rock ale anilor '90                                | Locul 35     |
| 2008 | DigitalDreamDoor.com             | Cele mai grozave cântece dance ale anilor '90                               | Locul 1      |
| 2008 | DigitalDreamDoor.com             | Cele mai grozave videoclipuri muzicale                                      | Locul 28     |
| 2008 | DigitalDreamDoor.com             | 100 cei mai buni compozitori rock - „Vogue”                                 | Locul 117    |
| 2008 | Europa FM                        | Cele mai bune piese lansate de Madonna                                      | Locul 43     |
| 2008 | Samesame.com                     | Gayest Songs of All Time                                                    | Locul 9      |
| 2009 | DigitalDreamDoor.com             | Top 10 cântece ale fiecărui an (1990-1999) - 1990                           | Locul 3      |
| 2009 | DigitalDreamDoor.com             | 500 cele mai bune cântece în genul dance/electronic ale tuturor timpurilor1 | —            |
| 2009 | Associated Content               | 100 cele mai bune cântece ale anilor '90                                    | Locul 18     |
| 2009 | Billboard                        | Cântecele de top ale Madonnei                                               | Locul 2      |
| 2009 | Evenimentul Zilei                | Cele mai bune melodii ale Madonnei                                          | Locul 4      |
| 2010 | Channel 4                        | 100 Greatest Pop Videos                                                     | Locul 9      |
| 2012 | HitFix                           | Top 10 Greatest Madonna Music Videos of All Time                            | Locul 3      |
| 2012 | Time                             | Top 10 cântece despre modă1                                                 | —            |

1 Lista este aranjată cronologic sau alfabetic, fără să fie numit un câștigător.

## Performanța în clasamente

### Clasamente
| Clasamentul (1990)                    | Poziția maximă | Referință |
| ------------------------------------- | -------------- | --------- |
| Australia                             | 1              | [ 82 ]    |
| Austria                               | 7              | [ 82 ]    |
| Belgia                                | 2              | [ 83 ]    |
| Canada                                | 1              | [ 84 ]    |
| Elveția                               | 2              | [ 82 ]    |
| Eurochart Hot 100 Singles             | 1              | [ 50 ]    |
| Franța                                | 9              | [ 82 ]    |
| Germania                              | 4              | [ 85 ]    |
| Irlanda                               | 2              | [ 86 ]    |
| Italia                                | 1              | [ 87 ]    |
| Japonia (International Singles Chart) | 1              | [ 51 ]    |
| Marea Britanie                        | 1              | [ 88 ]    |
| Mexic                                 | 1              | [ 51 ]    |

| Clasament (1990)                                    | Poziția maximă | Referință |
| --------------------------------------------------- | -------------- | --------- |
| Norvegia                                            | 1              | [ 82 ]    |
| Noua Zeelandă                                       | 1              | [ 82 ]    |
| Olanda                                              | 2              | [ 82 ]    |
| Spania                                              | 1              | [ 51 ]    |
| Suedia                                              | 1              | [ 82 ]    |
| S.U.A. Billboard Hot 100                            | 1              | [ 89 ]    |
| S.U.A. Billboard Hot 100 Airplay                    | 1              | [ 90 ]    |
| S.U.A. Billboard Hot Singles Sales                  | 1              | [ 90 ]    |
| S.U.A. Billboard Hot Dance Club Play                | 1              | [ 89 ]    |
| S.U.A. Billboard Hot Dance Music/Maxi-Singles Sales | 1              | [ 89 ]    |
| S.U.A. Billboard Hot Adult Contemporary Tracks      | 23             | [ 89 ]    |
| S.U.A. Billboard Hot R&B/Hip-Hop Songs              | 16             | [ 89 ]    |
| S.U.A. ARC Weekly Top 40                            | 1              | [ 91 ]    |

### Predecesori și succesori
| Predecesor: „The Power” de Snap!                          | Locul 1 în UK Singles Chart 8 aprilie 1990 – 29 aprilie 1990         | Succesor: „Killer” de Adamski featuring Seal            |
| Predecesor: „Nothing Compares 2 U” de Sinead O'Connor     | Locul 1 în VG-lista 16 aprilie 1990 – 30 aprilie 1990                | Succesor: „Black Velvet” de Alannah Myles               |
| Predecesor: „The Power” de Snap!                          | Locul 1 în Eurochart Hot 100 Singles 21 aprilie 1990 – 9 iunie 1990  | Succesor: „Sacrifice” de Elton John                     |
| Predecesor: „Nothing Compares 2 U” de Sinead O'Connor     | Locul 1 în Sverigetopplistan 25 aprilie 1990 – 16 mai 1990           | Succesor: „Black Velvet” de Alannah Myles               |
| Predecesor: „Opposites Attract” de Paula Abdul            | Locul 1 în Australia ARIA Singles Chart 5 mai 1990 – 9 iunie 1990    | Succesor: „All I Wanna Do Is Make Love to You” de Heart |
| Predecesor: „Infinity” de Guru Josh                       | Locul 1 în Belgian Flemmish VRT Top 30 5 mai 1990                    | Succesor: „What's a Woman?” de Vaya Con Dios            |
| Predecesor: „Alright” de Janet Jackson                    | Locul 1 în Billboard Dance Music/Club Play 19 mai 1990 – 26 mai 1990 | Succesor: „Killer” de Adamski featuring Seal            |
| Predecesor: „Nothing Compares 2 U” de Sinead O'Connor     | Locul 1 în Billboard Hot 100 19 mai 1990 – 2 iunie 1990              | Succesor: „Hold On” de Wilson Phillips                  |
| Predecesor: „Nothing Compares 2 U” de Sinead O'Connor     | Locul 1 în ARC Weekly Top 40 19 mai 1990 – 2 iunie 1990              | Succesor: „Hold On” de Wilson Phillips                  |
| Predecesor: „Walk on the Side” de Jamie J. Morgan         | Locul 1 în RIANZ Singles Chart 25 mai 1990 – 9 iunie 1990            | Succesor: „Eagle Rock” de Daddy Cool                    |
| Predecesor: „All I Wanna Do Is Make Love to You” de Heart | Locul 1 în Canada RPM Singles Chart 16 iunie 1990 – 30 iunie 1990    | Succesor: „It Must Have Been Love” de Roxette           |

## Certificate
| Țara          | Certificat |
| ------------- | ---------- |
| Brazilia      | [ 92 ]     |
| Canada        | [ 93 ]     |
| Franța        | [ 94 ]     |
| Regatul Unit  | [ 95 ]     |
| Statele Unite | [ 96 ]     |